# Hamburger Auto-Bau
Die Hamburger Auto-Bau-Gesellschaft mbH, kurz Habag, war ein deutscher Hersteller von Automobilen.

## Unternehmensgeschichte
Das Unternehmen aus Hamburg begann 1924 mit der Produktion von Automobilen. Der Markenname lautete Habag. Im gleichen Jahr endete die Produktion.

## Fahrzeuge
Das einzige Modell 5/18 PS war ein Kleinwagen. Für den Antrieb sorgte ein Vierzylinder-Blockmotor.